# Mohamed Barakat
Mohamed Barakat (àrab: محمد محارب بركات)  (El Caire, 20 de novembre de 1976) és un exfutbolista egipci de la dècada de 2000.
Fou internacional amb la selecció d'Egipte.
Pel que fa a clubs, destacà a Al Ahly.